# Roslagsmahogny

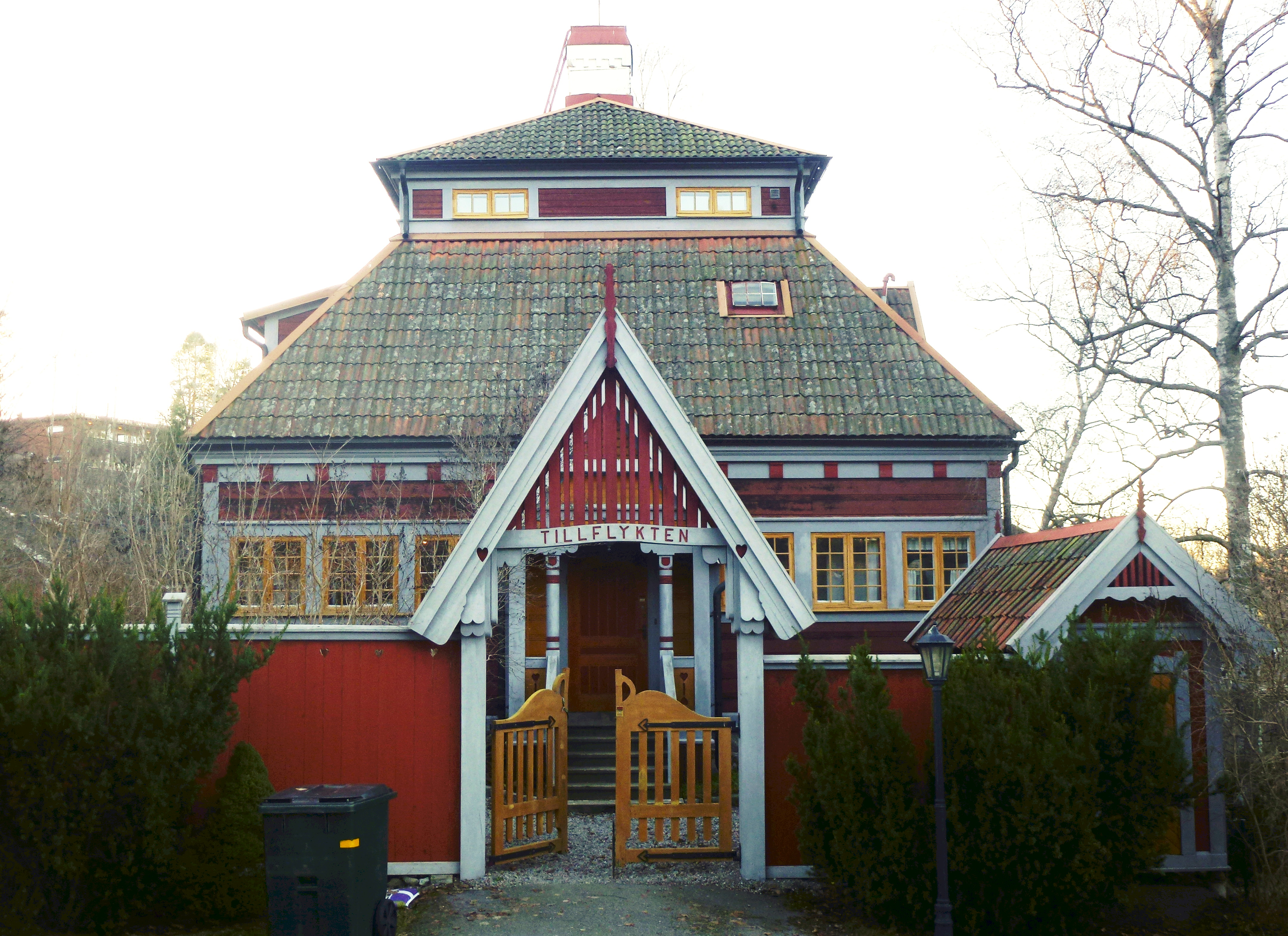
Villa Leander med fasader i roslagsmahogny med tillsatt rödfärgspigment.

Roslagsmahogny är en färgblandning som främst använts för att måla ytor utsatta för väder och vind, som sjöbodar, bryggor och båtar, och som har använts bland annat i Roslagen. 
Färgblandningen är tunnflytande och mörkbrun och består av trätjära, linolja och terpentin (alternativt lacknafta). Den ger en vattenavvisande yta. En vanlig blandning är 1/3 vardera av trätjära, rå linolja samt balsamterpentin. En del trätjära är svårlöst i terpentin, förtunningen kan då göras med rödsprit i stället för med terpentin. Rödsprit är dessutom mindre allergiframkallande än terpentin.